# ارنول
ارنول (انگلیسی: Ernoul؛ زادهٔ) رویداد نگار سده ۱۲ و ۱۳ میلادی است که آثار او عمدتاً دربارهٔ جنگ‌های صلیبی سوم و چهارم هستند که کتاب The chronicle اثر او در این زمینه است.
وقایع‌نامه منسوب به ارنول، در واقع تعدادی نسخ مجزا، اما شبیه به هم است که از منبعی اصلی و مفقود اقتباس شده و به نظر می‌رسد به دست خود ارنول نوشته شده باشد. در واقع، اصل وقایع‌نامه ارنول و همه نسخه‌های مزبور از ترجمه وقایع‌نامه لاتین ویلیام صوری به فرانسوی قدیم به نام  استوریه د اراکلس است. ارنول در اثرش تاریخ وقایع سرزمین‌های آن سوی دریا را از سال ۱۱۰۰ تا ۱۲۲۸ میلادی بیان می‌کند. برخی نسخ خطی، این وقایع‌نامه را تا سال ۱۲۳۲ ادامه می‌دهند که این نسخه‌ها به نام نسخه‌بردار آن، برنارد، خزانه‌دار دیر کوربی در فرانسه نیز معروف شده‌اند.